# Chris Frantz
Chris Frantz (Fort Campbell (Kentucky), 8 mei 1951) is een Amerikaanse drummer. Hij is voornamelijk bekend als lid van Talking Heads en was medeoprichter van Tom Tom Club en speelde ook een rol bij de Britse band Gorillaz.
Frantz groeide op in diverse plaatsen in het zuiden van de Verenigde Staten. In zijn jeugd speelde hij onder andere trompet en trombone.
Hij is getrouwd met Tina Weymouth, de bassiste van Talking Heads.
- Bibsys: 5096394
- Biblioteca Nacional de España: XX1554905
- Catàleg d'autoritats de noms i títols de Catalunya: 981060026705306706
- Gemeinsame Normdatei: 1041903278
- International Standard Name Identifier: 0000 0000 7825 5864
- Library of Congress Control Number: n2004075623
- MusicBrainz: 7ff991d9-87d6-40f4-b534-a65426bf5ac4
- Nationale Bibliotheek van Tsjechië: xx0095658
- Nationale en Universitaire bibliotheek Zagreb: 000050655
- Nederlandse Thesaurus van Auteursnamen: 073607630
- Union List of Artist Names: 500472948
- Virtual International Authority File: 88578251
- WorldCat: E39PBJfH4xp4DrqcWcpPMq8jYP